# 竹製自転車

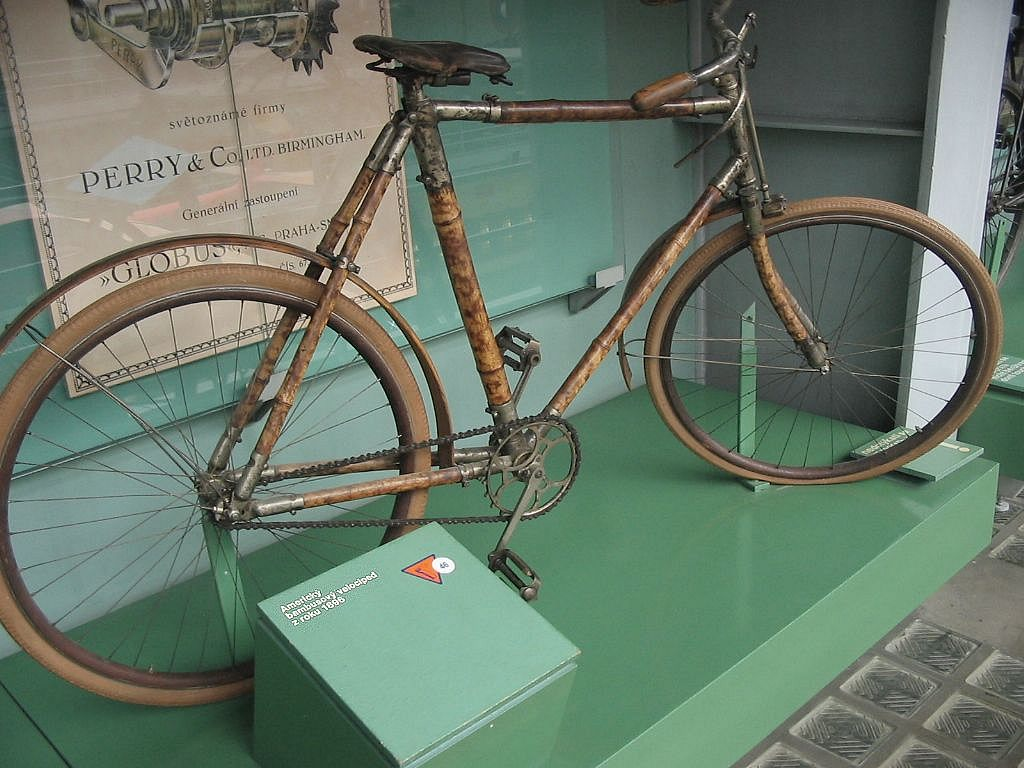
1896年米国製。プラハ国立技術博物館の展示。

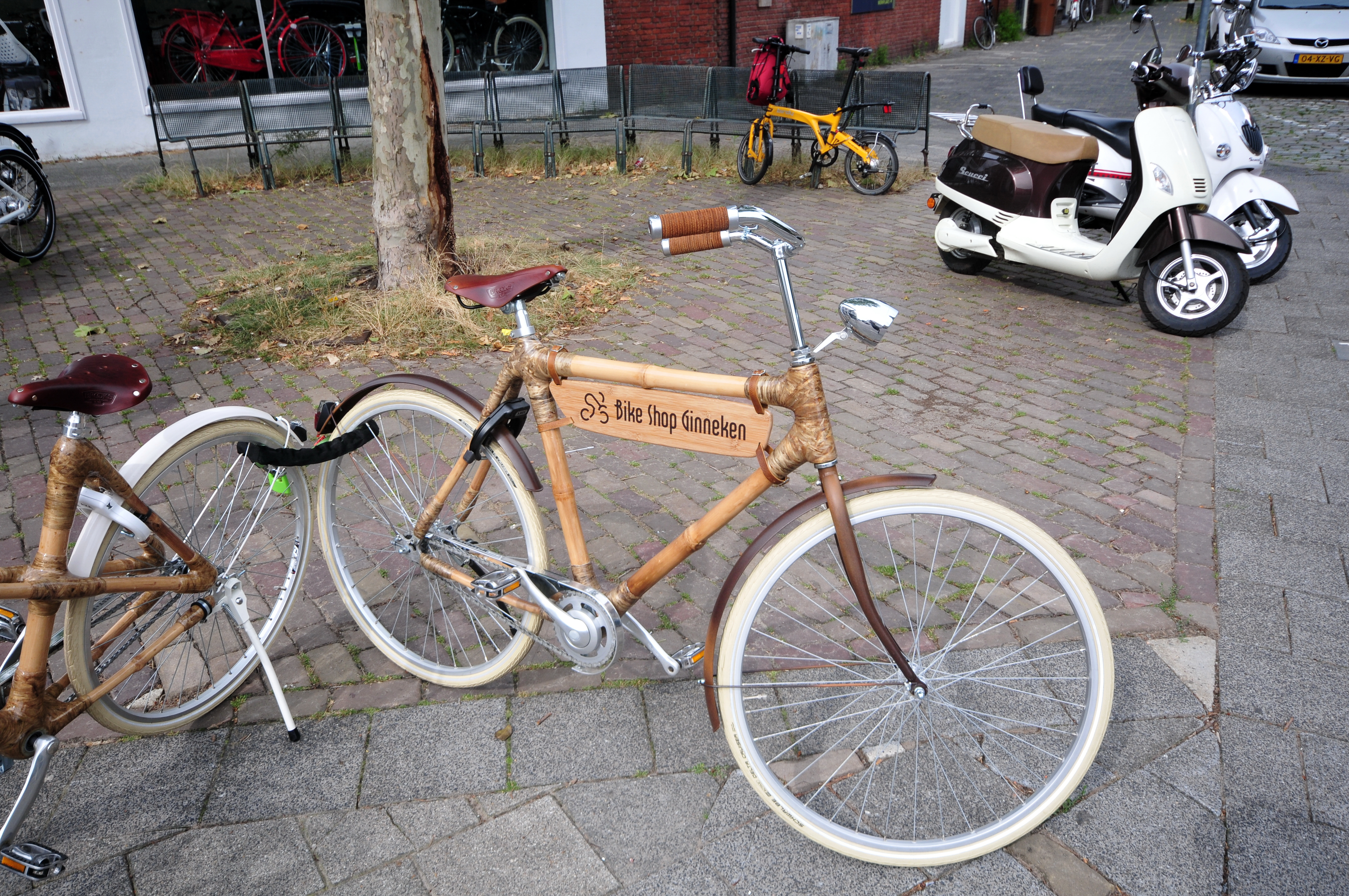
竹製の普通自転車（オランダで。2013年）

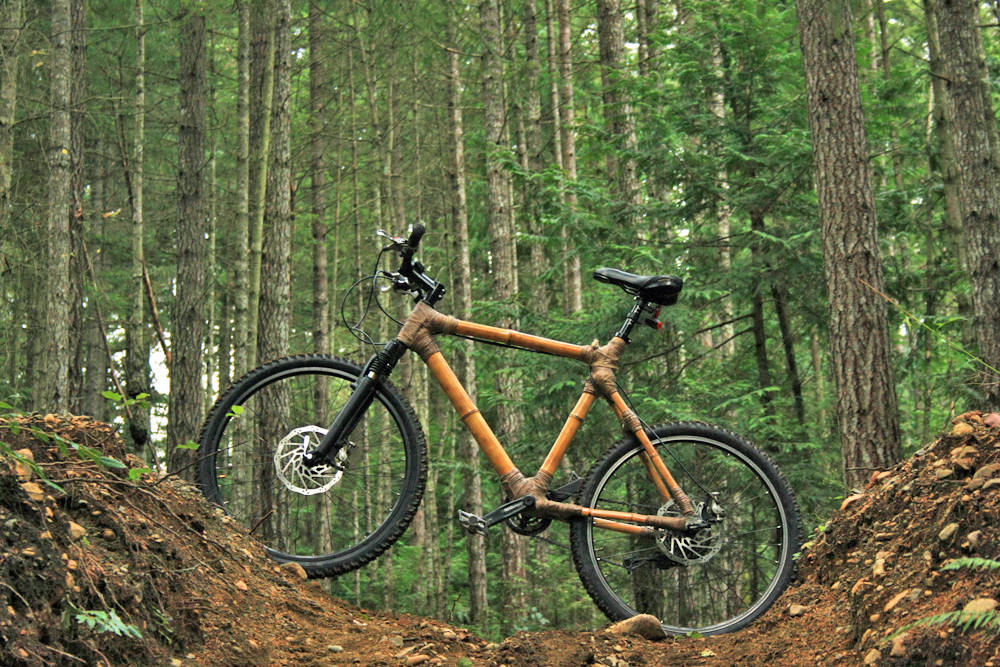
竹製のマウンテンバイク（米国製2008年）

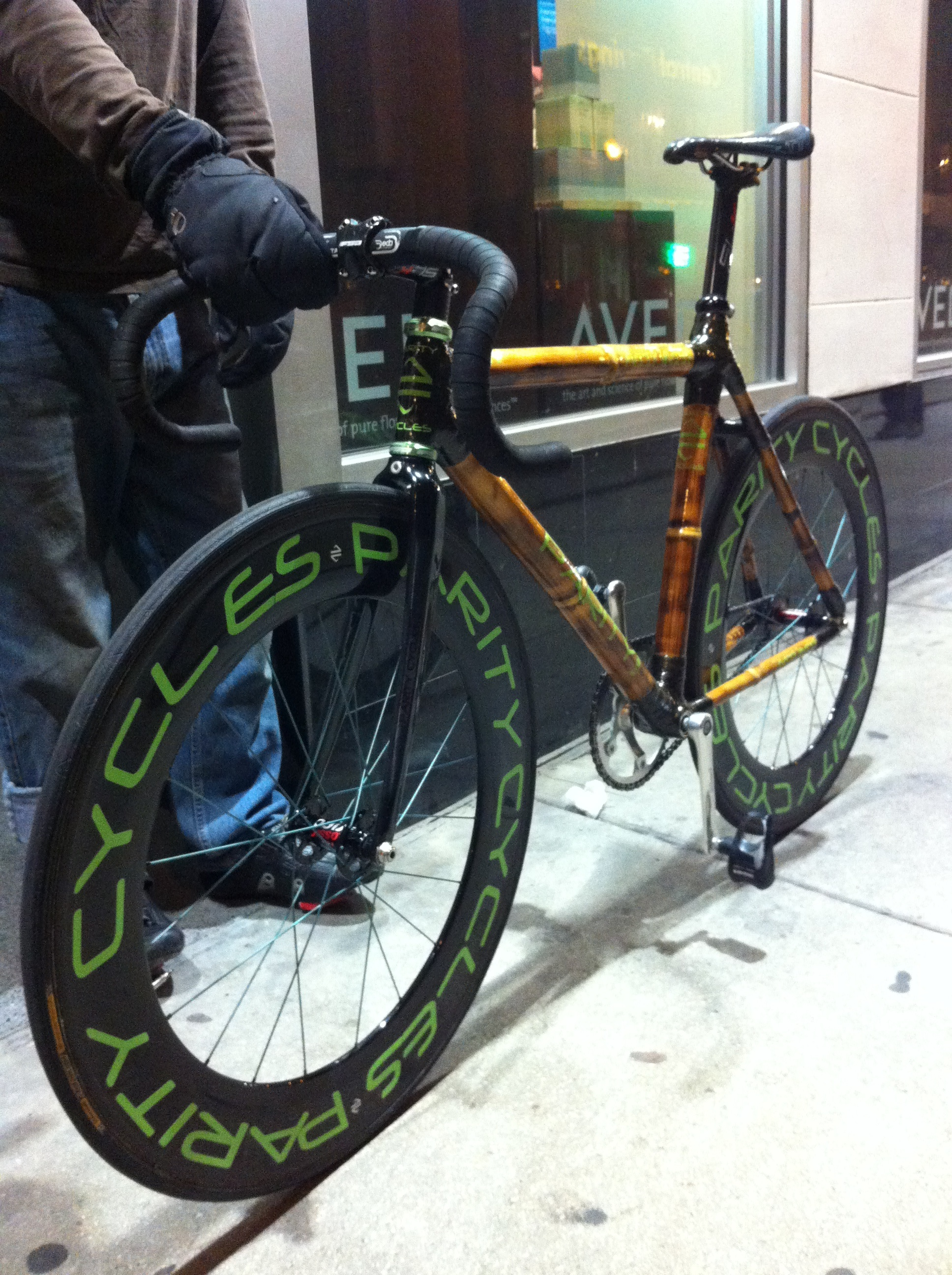
ロードレーサータイプ（米国シカゴで。2013年）

竹製自転車（たけせいじてんしゃ、英語：Bamboo bicycle、独語：Bambusfahrrad）とは、フレーム部分を竹で作った自転車である。19世紀から存在し、2000年代に復活して、世界中で製作され、カスタムメイドも行われる。
竹を自転車フレームに用いると、振動の軽減（振動吸収性）や丈夫さ、見た目の自然さ、という特性が得られる。振動の軽減は自転車に最も適した特徴の一つで、竹は滑らかで快適な乗り心地を提供する。この特性のため、竹は普通自転車、マウンテンバイク、そして競技用自転車に用いられている。
竹は、従来のフレーム素材よりも環境により優しいと考えられる素材であり、また、持続可能性があると考えられている素材である。そして、竹製自転車はアフリカへの自立支援にも役に立っている。
なお、竹製自転車は、日本では、「竹自転車」、「竹製フレーム自転車」、「竹フレーム自転車」、「バンブーバイク」などとも呼ばれる。

## 歴史
竹製自転車は1894年4月26日に英国の London Stanley Show でお披露目された。この自転車は英国で特許が取られた記録が残っている。のちにその自転車と同モデルがプラハの国立技術博物館に所蔵された。
また1890年代後半に、ジョン・ハワードなどが竹製自転車の特許を幾つか取得している。
ロンドンにあった「竹製自転車会社」 (The BAMBOO CYCLE Co, Ltd) は1899年まで存続した。
鉄で自転車を製造するのが主流だったが、日中戦争中の日本では、代用品として自転車用の竹製ハンドルを三明チェン製作所（岡山県）が製作したり、1939年の「代用品工業振興展覧会」では竹製の自転車が登場したりした。
はじめて竹製自転車が作られてから約100年経った1996年に、競技自転車デザインのクレイグ・カルフィーが、竹で自転車を製作することを思いつき、展示会に出品したところ反響を呼んだ。カルフィーは更に2005年には自転車競技にも使える竹製自転車をも製作した。
そして、コロンビア大学の科学者などがアフリカを援助するため、そこで竹製自転車を生産させる「Bamboo Bike Project」を行ったり、あるいはニューヨークの企業などが、竹製自転車のワークショップ（講習会）を開いて、その場で顧客（体験者）が竹製自転車を自作するような活動を行われた。このようなワークショップはドイツなどの欧州各国でも行われた。
また、2013年現在、主な竹製自転車の製造元に FlavioDeslandes（ブラジル）やバイオメガ (自転車メーカー)（デンマーク）、カルフィー・デザイン（米国カリフォルニア州）などが各国にある。
フィリピン、ベトナムなど東南アジアにもビルダー（製造技師）が存在し、日本にも製作するビルダーが僅かに存在する。
英国では2011年になって初めて英国製の竹製自転車が製作された。
同2011年にはフィリピン大使が米国オバマ大統領に竹製自転車を贈答品として贈った。

## 手作りによる生産

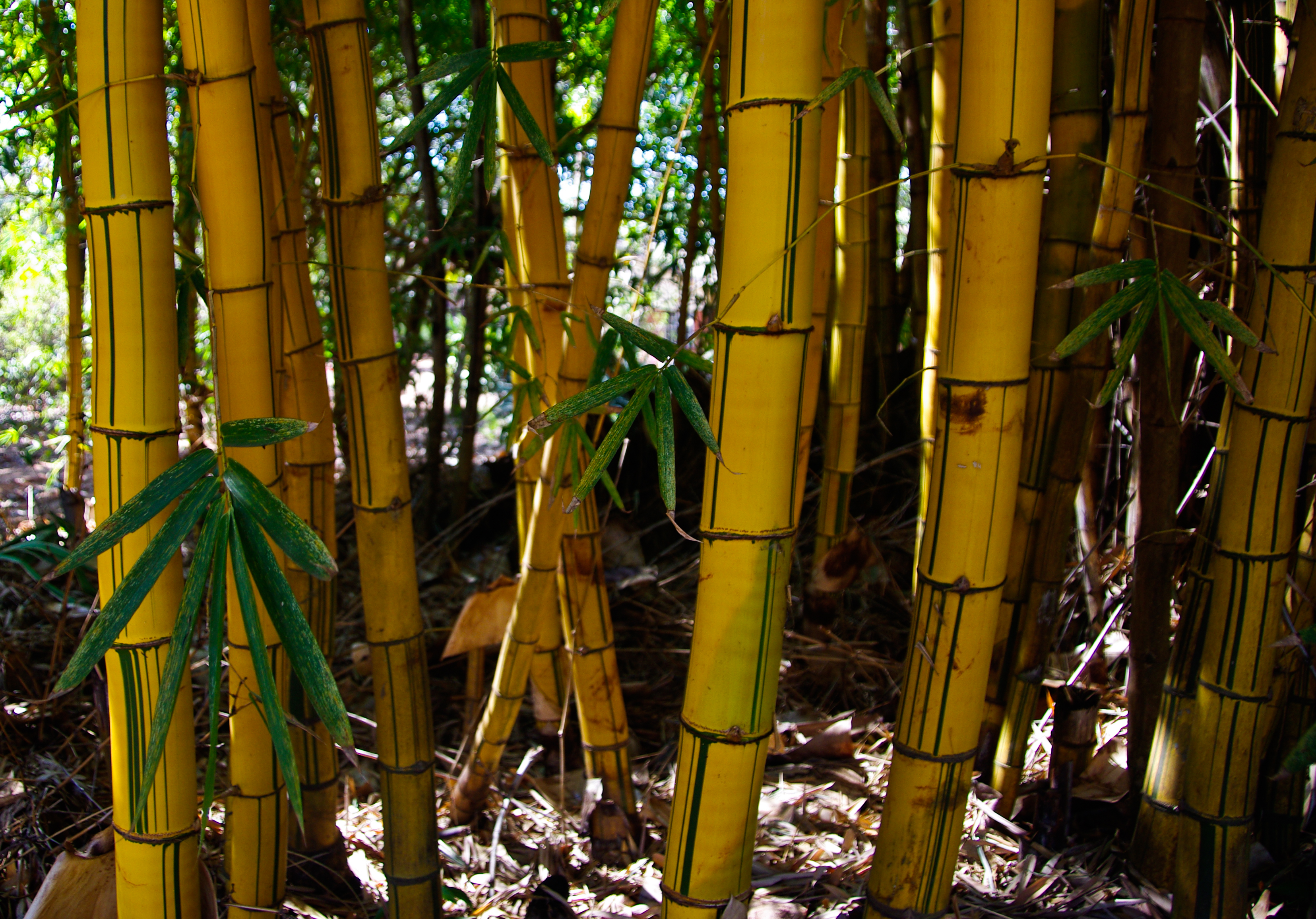
イエローバンブー（マラウイで撮影）

クレイグ・カルフィーは、竹が自転車に適した素材であることを次のように説明した鉄やアルミなどの金属製のフレームよりも丈夫で軽い（竹はしなるため）路面の振動を和らげてくれる、耐久性が高い、いつでも入手できると。
ザンビアの竹製自転車メーカーはフレームの竹にザンビアで「イエローバンブー」と呼ぶ地元産の竹を用いる。メーカーはこの竹の特性について、肉厚だが軽く丈夫で、独特の竹の模様もデザインに生かせると説明している。
ザンビアのメーカーでの製造法は次の通りで、竹を切り出してから完成まで3か月の工程となっている。なお、使用する竹は3年ほど生育させたものを用いている。
1. 竹を防虫剤と安定剤（乾燥を速め切口の割れを防止）[注釈 4]で処理をして数か月間かけて十分に乾燥させ、5種類の長さに切り分ける[27][29][31]。
2. ジグ (jig) で精度を保ちながら、竹パイプと接続部のアルミパーツ（ラグ）を組み上げ、ボンドで固定する[31]。
3. つなぎ目（接合部）には繊維が絡みやすいよう切れ込みを入れ、エポキシ樹脂に浸したザイザル麻の繊維を何重にも巻きつけ補強する[27][29][31]。
4. 樹脂が固まったら紙ヤスリなどで丁寧に磨く[27]。
5. 防水加工にポリウレタン樹脂のクリア塗装を数層にコートして仕上げとする[27][29]。

ガーナの製作所においても、竹が割れたり害虫が付いたりしないように3 - 6か月かけて加工処理し、その後、雨やその他のダメージを防ぐよう透明ラッカーを塗装する。
カルフィーは、麻以外に炭素繊維（カーボンファイバー）を用いて、つなぎ目を結合させる。カルフィーは、更に、望み通りの形状の竹を手に入れるため、竹の栽培に「盆栽」のような工夫をくわえながら生産する。また、カルフィーは「竹製自転車作りは簡単ではなく、粗末な作りの自転車は事故に至る」とも語っている。
あるサイクリング情報誌は、竹はそのままでは利用できず、「十分な強度を確保するには焼入れをして油抜きや調整をし、まっすぐに、そして強度を上げてやる必要」があり、和竿を作る技術が応用できるとしている。日本では、「いぶした煤竹」（すすたけ）を用い、仕上げにヨット用のニスを用いるビルダーもいる。
従来のフレーム加工に飽き足らず、竹刀や柱のように竹素材を組み合わせて六角柱にした竹製フレームの自転車や、デザインを重視し、竹を弓矢のように曲げた竹製の自転車、あるいは竹製の電動自転車など、竹製自転車への様々な試みも行われる。

竹製フレーム
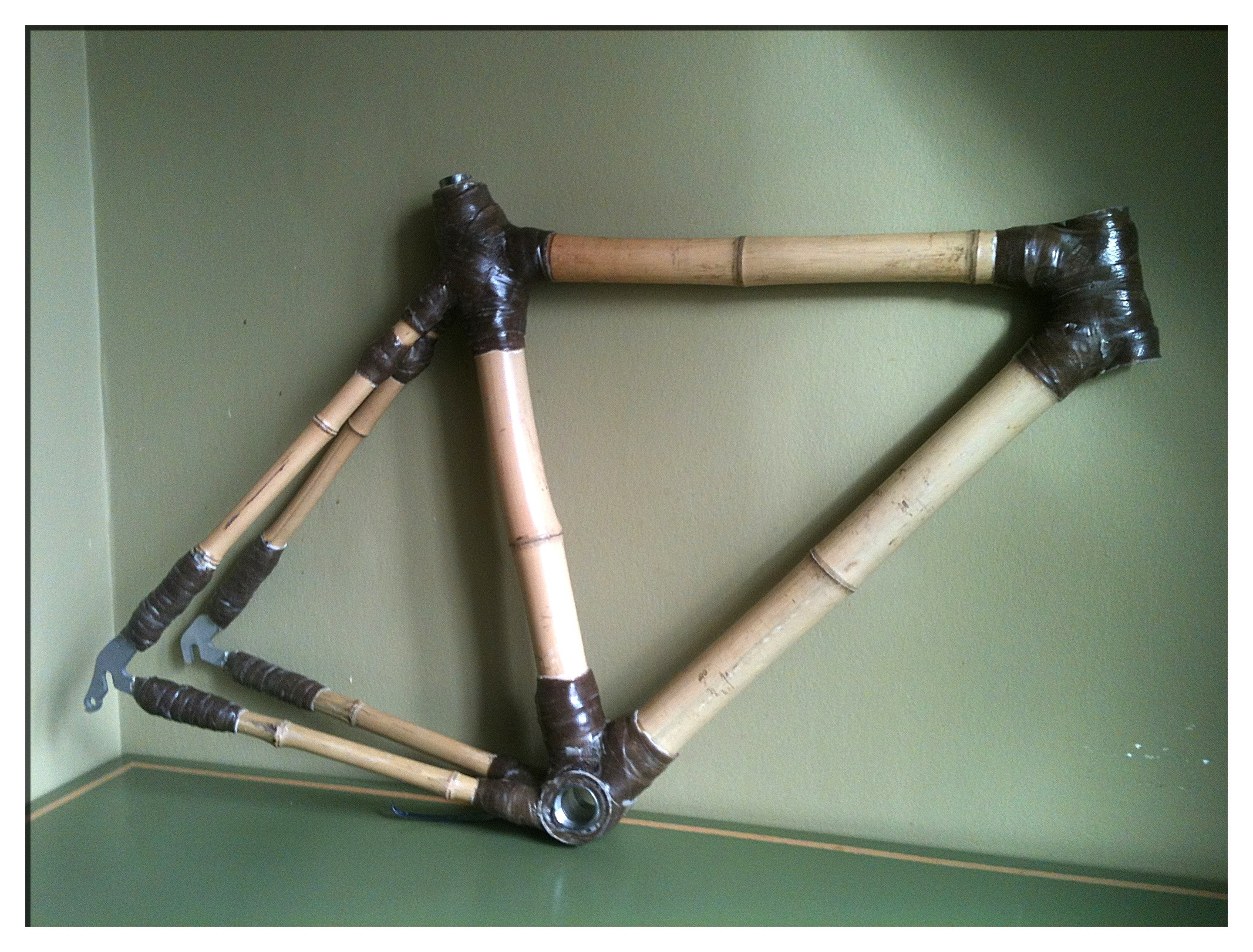
ワークショップにて自作された竹製フレーム。（2013年英国）
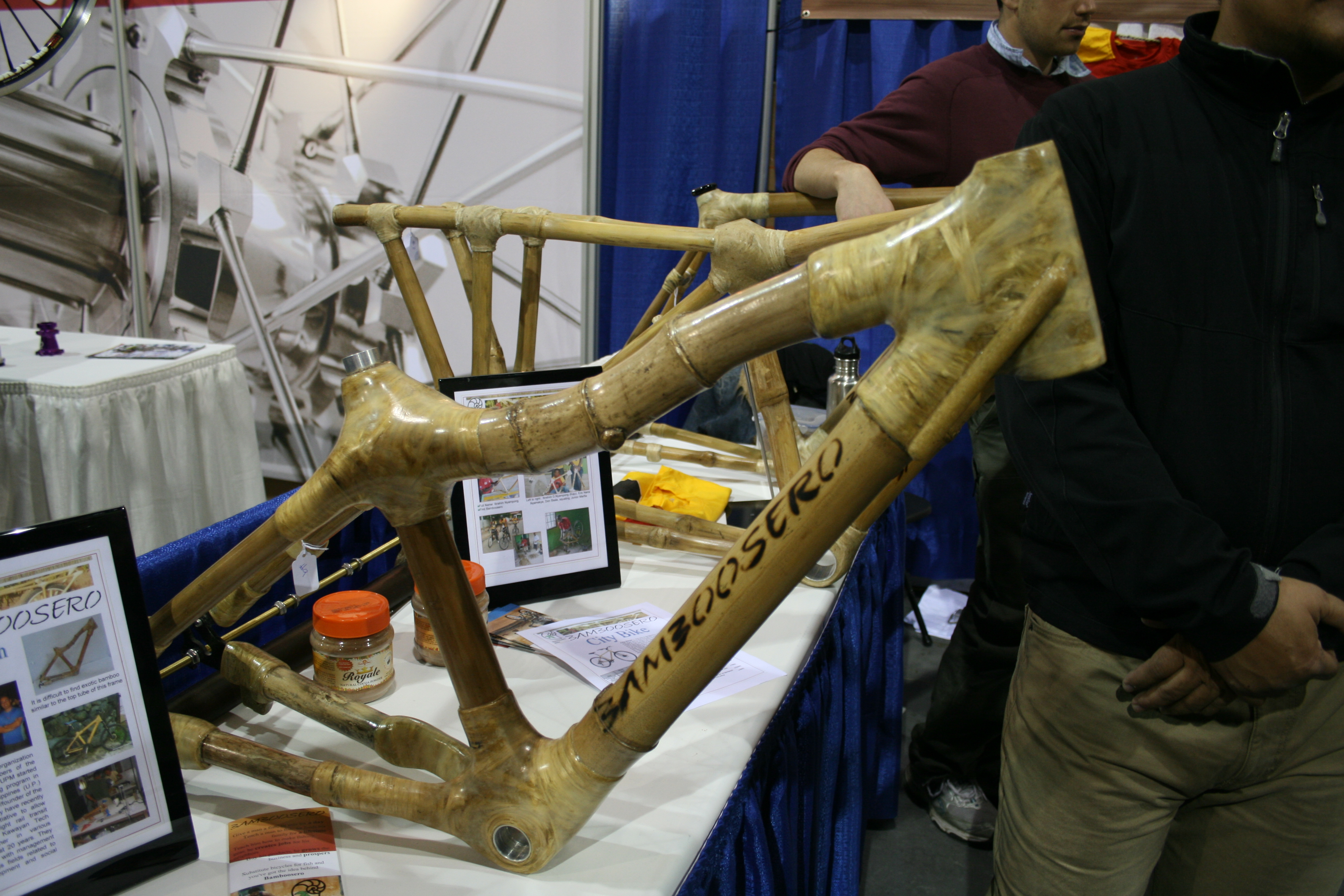
竹の曲がりを生かした竹製フレーム。（2010年米国の展示会）

## 環境への利点
竹製の自転車は金属製のそれよりも丈夫で長持ちするといわれている。
もともと自転車の利用は環境に負荷が少ないとされており、自動車や化石燃料に代わる持続可能な交通手段と成りえ、炭素排出量を削減し、交通渋滞の緩和に貢献でき、気候変動の抑制方法となる。
竹は大気中の二酸化炭素を固定しながら成長するものであるため、竹の消費は二酸化炭素を排出していることにはならない。
また、竹が現地で手に入りやすい場合は、材料の輸送によって生じる二酸化炭素の排出が発生しない。
さらに、竹は、自然の恵みを生かしたリサイクル可能な素材であり、金属や炭素繊維（カーボンファイバー）の材料とは異なり、また、収穫や製造過程で多大なエネルギーを必要としない。
また、クレイグ・カルフィーは、竹は伐採すると余計に生長スピードが速くなるため環境を破壊することがないと述べている。
ガーナの農村部の竹林業者は、竹を収穫したら、代わりに新しい竹の苗木を植えて、竹林の持続可能な維持に取り組んでいる。日本では、手入れがされなくなった竹林が徐々に面積を広げていく「放置竹林」の問題があり、竹製の自転車でその問題を考えるきっかけにして欲しいと願う人もいる。

## アフリカへの社会貢献
竹製自転車はエコロジーであるだけではない。竹製の自転車は、アフリカにおいて様々なプロジェクトが行われており、竹製自転車の生産と普及により、現地に経済的で機能的な移動手段を提供され、住民の経済発展を助けている。それを後押ししているのは、自転車利用が盛んな西洋諸国での竹製自転車の消費である。
ドイツの竹製自転車会社は、ガーナの開発援助“Yonso Project”を支援している。この Yonso Project はガーナでの自転車用竹製フレームという輸出向けの部品生産だけではなく、荷物を運べる自転車を製作したり、あるいは、ほかに様々な手作りの竹製品を生産して、住民の自立支援を行っている。
ガーナでは経済成長が著しく、都市部と農村部の格差が激しい状況にあり、竹製フレームの自転車を製作することが持続可能な開発を促進する鍵となり得ているとされ、ガーナで竹製自転車の普及に努める団体は、若者を就労させ、技術的スキルを身につけさせることによって、失業を低減し、結果的に農村部での貧困削減を目指している。
ザンビアで生産されている竹製の自転車フレームは日本にも輸入されている。主都ルサカにあるメーカーは、米国人が2007年に地元の人々を雇用して生活支援を行う目的で設立し、製品は欧米に輸出していた。
一方、先進国の中でも日本は、消費者の品質への意識が高いため、直接、日本の技術者から指導を受け、フレームの組立てをより精密に行い、対日輸出を実現させた。2013年現在、ザンビアからスポーツタイプ自転車のフレーム部分が日本へ輸出されている。
このメーカーの日本代理店は、この活動は援助ではなく、商品にふさわしい対価を支払うこと（フェアトレード）で、現地の雇用促進などを目指すソーシャルビジネスであると説明する。
また、このメーカーでは先進国に輸出する竹製自転車のほか、現地用の鉄製のカーゴ自転車や“救急自転車”などを生産し、地元の生活改善をも目指している。